# 宮田幸季
宮田 幸季（みやた こうき、1972年10月9日 - ）は、日本の男性声優。81プロデュース所属。旧芸名は宮田 始典（みやた はるのり）。
2007年、第1回声優アワードサブキャラクター賞男優部門受賞。

## 経歴

### 高校から大学時代
宮田は自分の声が嫌いだった。恥ずかしくて大きな声を出せない時期もあった。高校時代に友人から「声が変わってるね」と言われたことがあり、声優という職業を意識したのは「それがあったからかも」と振り返っている。自分の声をコンプレックスに思っていた宮田は、友人の言葉を不思議に思ったという。少し嬉しかったが、それでもその時は声優になろうとは考えなかった。大学時代、小劇団に在籍する先輩からテレビドラマ『世にも奇妙な物語』のエキストラに誘われる。学ランを着た野次馬の役でセリフはなかったが、演じることの楽しさを感じた。もともと舞台が好きで様々な劇団を観劇していた宮田は、舞台を観ている時から無意識に「ここはこういうふうに演じるのか」「僕だったらこうするのにな」という考えを持っていたことに気付く。声を使った仕事ができたらいいと思うようになる。そのロケの翌月から声優養成所を探し始めた。また同時期に母親を亡くしていたことから人生観が変わったという。「何が生きていく上で大切なのか」「自分がやりたいと思うことはその時しかできない」「いつ死んでも後悔しないように」と模索する。そうして「ダメでもいいからとにかくやってみよう」と声優を志した。

### 声優デビュー後
1993年3月2日に収録したラジオCMのナレーションで活動を開始。その後は、ラジオCM以外にも養護施設に送る絵本の声や、教材、レポーターなどをこなす。それから2年半後、OVA『Ninja者』のポチ役がアニメのオーディションで受かった初めての大きな役となる。初めて参加した大きなアニメイベントも同作品であり、東京・名古屋・大阪をまわり歌唱も行った。テレビアニメ最初のレギュラー作品は『ハーメルンのバイオリン弾き』である。印象に残っている作品はCSで放送した『KABLAM!』。オムニバス形式の短編で、メインの役だけではなく別の話では脇役を演じたりと、それまで自分がやってこなかった役をいろいろと演じられたことに感謝しており、この作品が今に繋がっていると述べている。
デビュー当初はよこざわけい子率いるゆーりんプロに在籍しており、同事務所を離籍した際に現芸名に改名。当時出演していた『仙界伝 封神演義』では途中から現名称でクレジットされている。2007年、第1回声優アワードサブキャラクター賞男優部門受賞する。2014年5月24日、日本コロムビアよりアルバム「白鳥ブリコラージュ」でアーティストデビューし、2017年5月28日には、セカンドアルバム「色彩なきパエザッジョ」を発売。

## 人物
宮田の人となりは「変わってる」「何考えてるかわかんないよね」と知り合いから言われることがある。しかし実際に話してみると「なーんだ、何も考えてないんだね」と考え直されるという。宮田は自身を「マイペース」だから、よく人とズレてしまうのだろうと分析している。宮田は「ズレている自分」を楽しんでる部分もあり、仲良くなる人もそんな宮田を面白がってくれると語っている。親交が深い声優は高橋直純。お互いが仲の良い声優として名前を挙げている。テレビアニメ『神風怪盗ジャンヌ』で共演し、当時声優としては新人だった高橋を宮田が気にかけたことから仲良くなり、ゲーム作品『遙かなる時空の中で』で再度の共演を経て親交を深めた。
声は子供の頃から多少は変わっているだろうが、大きな変化はないと述べている。電話だと女性に間違われることもあるため、わざと低い声で出るようにしている。それでも「奥様ですか」と尋ねられたり、事務所の人からも「女の人かと思いました」と言われたことがある。個性的な声をしているため得したことは、男性の役者たちは回想シーンなどでキャラクターの年齢を下げる時に苦労しているが、宮田は楽だと答えている。逆に年齢を上げていくほうが辛いという。損したことは大人の男たちによるがや録りで、声が目立つから外れていいと言われた時である。

## 出演
太字はメインキャラクター。

### テレビアニメ
1996年
- 少年サンタの大冒険!（村人、シャモニー）
- ハーメルンのバイオリン弾き（ベース、リュート）
- 勇者指令ダグオン（子供）

1997年
- キューティーハニーF（コウタ、パンサーの手下、子供、科学者、ガードマン 他）
- 深海伝説マーメノイド（子供 他）
- HARELUYA II BØY（直己、子供たち）
- ハニ太郎です。（内ノ倉先生、黒子、サラリーマン、コンビニ店員 他）
- VIRUS -VIRUS BUSTER SERGE-（少年、技術者）
- みすて♡ないでデイジー
- 夢のクレヨン王国（ネギック、灰色大臣）

1998年
- EAT-MAN'98（アンディ）
- トライガン（ヴァッシュ〈少年時代〉）
- 南海奇皇（ジョエル）
- MASTERキートン（キートン〈少年時代〉）
- バブルガムクライシス TOKYO 2040（1998年 - 1999年、マッキー）
- ひみつのアッコちゃん（イセエビ、イルカ）
- よいこ（高校生、教師）

1999年
- おジャ魔女どれみ（1999年 - 2002年、パパイヤ兄弟オトウト、こうもり男、吉田かずや、患者の息子） - 3シリーズ
- イソップワールド（マイケル）
- 下級生（高田慎二）
- 課長王子
- 神風怪盗ジャンヌ（秋田刑事 他）
- 週刊ストーリーランド（ガヤ）
- 仙界伝 封神演義（ナタク）
- デジモンアドベンチャー（ピコデビモン、バケモン、ゲコモン）
- To Heart（男子生徒、生徒会長、客）
- 臣士魔法劇場 リスキー☆セフティ（あさお）
- 魔法使いTai!（中富直紀、演劇部長）

2000年
- うちゅう人 田中太郎（町の人々、イムタク）
- 学校の怪談（生徒）
- グラビテーション（少年時代の由貴瑛里、レポーターたち）
- ゾイド -ZOIDS-（ペーター）
- とっとこハム太郎（2000年 - 2011年、トラハムくん、カエル） - 2シリーズ
- 六門天外モンコレナイト（ペガサス〈兄〉）

2001年
- おとぎストーリー 天使のしっぽ（朱雀のレイ / 謎の男）
- クレヨンしんちゃん（2001年 - 2012年、子供、高虎、井金子漁）
- こみっくパーティー（縦王子鶴彦）
- SAMURAI GIRL リアルバウトハイスクール（神矢大作）
- シャーマンキング（アシル）
- ジャングルはいつもハレのちグゥ（リク、ダイナ）
- 超GALS!寿蘭（祝匡斗）
- だいすき!ぶぶチャチャ（パパラット）
- 探偵少年カゲマン（マイク）
- デジモンテイマーズ（クンビラモン）
- 爆転シュート ベイブレード（2001年 - 2003年、アキラ、ミステル） - 2シリーズ
- ポケットモンスター
- 名探偵コナン（大谷巡査）
- RUN=DIM（森口和人）

2002年
- あたしンち（2002年 - 2004年、小山、TVの声、男子、男子生徒、生徒A 他）
- SAMURAI DEEPER KYO（白鴉）
- デュエル・マスターズ（西園寺静）
- 忍たま乱太郎（2002年 - 2024年、神崎左門、カワキタケ忍者A、忍たま）
- HAPPY★LESSON（2002年 - 2003年、吉根） - 2シリーズ
- メモオフ倶楽部（マグロー）
- ラーゼフォン（八雲総一）
- わがまま☆フェアリー ミルモでポン!（キサラギリョウ）

2003年
- ギルガメッシュ（月岡透）
- GetBackers-奪還屋-（叶条夜）
- コロッケ!（タルタル）
- セイント・ビースト（朱雀のレイ）
- ドラえもん（テレビ朝日版第1期）（中学生）
- ポポロクロイス（コゴト王子、ロリス、住民）
- 無限戦記ポトリス（アイオー）
- 妄想科学シリーズ ワンダバスタイル（九十九科学）

2004年
- SDガンダムフォース（イエロードーガ）
- 今日からマ王!（2004年 - 2009年、村田健） - 3シリーズ
- tactics（一ノ宮勘太郎）
- デュエル・マスターズ チャージ（石黒）
- 遙かなる時空の中で-八葉抄-（流山詩紋）
- BLEACH（山田花太郎）
- ポケットモンスター アドバンスジェネレーション（トレーナーA）

2005年
- うえきの法則（ウーゴ）
- 英國戀物語エマ（アーサー・ジョーンズ）
- かりん（ウィナー・シンクレア）
- 好きなものは好きだからしょうがない!!（羽柴青）
- ツバサ・クロニクル（2005年 - 2006年、雪兎） - 2シリーズ
- ノエイン もうひとりの君へ（藤原イサミ）
- メジャー（2005年 - 2010年、小森大介） - 5シリーズ

2006年
- ARIA The NATURAL（アントン）
- 味楽る!ミミカ（段田はじめ、王子之助）
- 陰からマモル!（陽守タスケ）
- タマ&フレンズ 探せ!魔法のプニプニストーン（シマ）
- 出ましたっ!パワパフガールズZ（スネーク）
- 爆球Hit! クラッシュビーダマン（DJバク）
- BLACK BLOOD BROTHERS（セイ〈初代〉）
- まじめにふまじめ かいけつゾロリ（国王）
- マージナルプリンス〜月桂樹の王子達〜（ミハイル・リューリコヴィッチ・ネフスキー）
- 吉永さん家のガーゴイル（吉永和己）

2007年
- 風の少女エミリー（テディ・ケント）
- きらりん☆レボリューション（翼岬ワタル）
- ゲゲゲの鬼太郎（第5作）（木下）
- ご愁傷さま二ノ宮くん（保坂光流）
- 史上最強の弟子ケンイチ（朝宮龍斗〈幼少期〉）
- セイント・ビースト〜光陰叙事詩天使譚〜（朱雀のレイ）
- のだめカンタービレ（瀬川悠人）
- 遙かなる時空の中で3シリーズ（2007年 - 2010年、武蔵坊弁慶） - 特別編2作品
- ぼくらの（モジ / 門司邦彦）

2008年
- おねがい♪マイメロディ きららっ★（ソララ王子、ベリー）
- 全力ウサギ（エイギョウ、コワモテの子供）
- のらみみ（ヘイホーコン） - 2シリーズ
- 破天荒遊戯（タキ）

2009年
- 犬夜叉 完結編（梓山の精霊）
- 怪談レストラン（木本芳雄）
- グイン・サーガ（シド）
- しゅごキャラ! シリーズ（リズム） - 2シリーズ
- 生徒会の一存（男子生徒）
- 07-GHOST（ラブラドール）
- 鉄腕バーディー DECODE:02（ファロイド）
- ドラえもん（テレビ朝日版第2期）（2009年 - 2017年、五郎、カメラマン）

2010年
- ケロロ軍曹（アルジャナイノン）
- NARUTO -ナルト- 疾風伝（2010年 - 2011年、ショウセキ、長十郎）
- バカとテストと召喚獣（2010年 - 2011年、土屋康太） - 2シリーズ
- バクマン。（2010年 - 2012年、石沢秀光） - 2シリーズ
- メタルファイト ベイブレード（2010年 - 2011年、トビー / ファウスト） - 2シリーズ

2011年
- カードファイト!! ヴァンガード（バルファン）
- 神様のメモ帳（少佐）
- ファイ・ブレイン 神のパズル（2011年 - 2014年、キュービック・G） - 3シリーズ
- へうげもの（森乱）
- ONE PIECE（2011年 - 2014年、ワダツミ、デリンジャー）

2012年
- キングダム（2012年 - 2022年、成蟜） - 4シリーズ
- しろくまカフェ（アナグマさん、ラッコさん、エゾリスママ）
- ぴっちぴち♪しずくちゃん（ロボコッ君）
- マギ（2012年 - 2013年、アブマド） - 2シリーズ

2013年
- すすめ!キッチン戦隊クックルン（怪人）
- AMNESIA（ウキョウ）
- GON -ゴン-（クー）
- ダンガンロンパ 希望の学園と絶望の高校生 The Animation（不二咲千尋、アルターエゴ）
- Free!（2013年 - 2018年、似鳥愛一郎） - 3シリーズ
- メガネブ!（鎌谷光希、のりおさん）
- 弱虫ペダル（2013年 - 2023年、杉元照文） - 5シリーズ

2014年
- ディーふらぐ!（子王八）

2015年
- 境界のRINNE（九尾の狐）
- ゴー!ゴー!キッチン戦隊クックルン（ぽっと）
- SHIROBAKO（チャッキー）
- ナノ・インベーダーズ（双子のデイモン星人）

2016年
- アイカツスターズ!（2016年 - 2017年、指田）
- デュエル・マスターズ VSRF（2016年 - 2017年、カツえもん）
- なめこ〜せかいのともだち〜（ロボなめこ）
- ハイキュー!! シリーズ（2016年 - 2020年、田代秀水） - 2シリーズ

2017年
- 笑ゥせぇるすまんNEW（甘江優男）
- THE REFLECTION（レイス）
- BORUTO-ボルト- -NARUTO NEXT GENERATIONS-（2017年 - 、長十郎）
- 100%パスカル先生（河合）

2018年
- 続 刀剣乱舞-花丸-（包丁藤四郎）
- スナックワールド（デミ）
- 奴隷区 The Animation（墨田ズシオウマル）
- メジャーセカンド（小森大介）

2019年
- ブギーポップは笑わない（エコーズ）
- イナズマイレブン オリオンの刻印（アロンソ・フィビアーノ）
- ノブナガ先生の幼な妻（熱田蘭真）
- スター☆トゥインクルプリキュア（2019年 - 2020年、オリーフィオ）
- 鬼滅の刃（2019年 - 2024年、村田） - 3シリーズ

2020年
- 虚構推理（ヌシの大蛇）

2021年
- デジモンゴーストゲーム（2021年 - 2022年、ドラクモン）

2022年
- その着せ替え人形は恋をする（ネオンのフラワーペット）
- デュエル・マスターズ WIN（2022年 - 2023年、デュエスタ司会者、放送部、司会者） - 2シリーズ
- チェンソーマン（ゾンビの悪魔）
- BLEACH 千年血戦篇（2022年 - 2024年、山田花太郎） - 2シリーズ

2024年
- ハズレ枠の【状態異常スキル】で最強になった俺がすべてを蹂躙するまで（ムアジ）

### 劇場アニメ
1990年代
- キューティーハニーF（1997年、パンサー手下）
- リボンの騎士（1999年、フランツ王子）

2000年代
- デジモンアドベンチャー3D デジモングランプリ（2000年、ピコデビモン）
- 劇場版 とっとこハム太郎シリーズ（2001年 - 2004年、トラハムくん） - 4作品
- ラーゼフォン 多元変奏曲（2003年、八雲総一）
- 劇場版 遙かなる時空の中で 舞一夜（2006年、流山詩紋）
- 真救世主伝説 北斗の拳 ラオウ伝 殉愛の章（2007年、ソウガ〈少年期〉）
- 劇場版BLEACH Fade to Black 君の名を呼ぶ（2008年、山田花太郎）

2010年代
- 劇場版アニメ 忍たま乱太郎 忍術学園 全員出動!の段（2011年、神崎左門）
- ハートの国のアリス 〜Wonderful Wonder World〜（2011年、ペーター＝ホワイト）
- 名探偵コナン 沈黙の15分（2011年、立原冬馬）
- 劇場版 FAIRY TAIL 鳳凰の巫女（2012年、クリーム王子）
- 劇場版 弱虫ペダル（2015年、杉元照文）
- BORUTO -NARUTO THE MOVIE-（2015年、長十郎）
- Free!シリーズ（2017年、似鳥愛一郎） - 3作品
- クレヨンしんちゃん 新婚旅行ハリケーン 〜失われたひろし〜（2019年、ぴろし）

2020年代
- 劇場版 SHIROBAKO（2020年、チャッキー）
- 劇場版 鬼滅の刃 無限城編 第一章 猗窩座再来（2025年、村田）

### OVA
1996年
- いつかのメイン（雷少年）
- Ninja者（ポチ）
- ふしぎ遊戯 第二部（男子B）
- 魔法使いTai!（生徒）

1997年
- アイドルプロジェクト（宇宙人）
- ジャングルDEいこう!
- ぶっとび!!CPU（店員）

1998年
- アニメコンプレックス体験版ビデオ（ジョエル）
- Piaキャロットへようこそ!!2 DX（カメラ小僧）
- MASTERキートン（キートン〈少年時代〉）

1999年
- 最遊記（三仏神）
- サクラ大戦 轟華絢爛（ちゃっかり金太）

2001年
- ハム太郎のおたんじょうび 〜ママをたずねて三千てちてち〜（トラハムくん）

2002年
- エクスドライバー（オペレーターくん）
- 殺し屋1 THE ANIMATION EPISODE 0（平野）
- ハムちゃんずの宝さがし大作戦 〜はむはー! すてきな海のなつやすみ〜（トラハムくん）
- 遙かなる時空の中で-紫陽花ゆめ語り-（流山詩紋）
- みずいろ（男子生徒C）

2003年
- ハムちゃんずと虹の国の王子さま 〜せかいでいちばんのたからもの〜（トラハムくん）
- 遙かなる時空の中で2-白き龍の神子-（彰紋）

2004年
- おジャ魔女どれみナ・イ・ショ（吉田かずや）
- ハムちゃんずのめざせ! ハムハム金メダル 〜はしれ! はしれ! だいさくせん!〜（トラハムくん）
- Memories Off 3.5 想い出の彼方へ（力丸真紅郎）

2005年
- シルバニアファミリー（マロンイヌくん）
- セイント・ビースト 〜幾千の昼と夜編〜（朱雀のレイ）
- BLEACH The Sealed Sword Frenzy（山田花太郎）

2006年
- Angel's Feather（千倉杏里）

2007年
- 今日からマ王! R（村田健）
- コルボッコロ（すいか）
- 真救世主伝説 北斗の拳 ラオウ伝 殉愛の章（ソウガ〈少年期〉）

2008年
- キレパパ。（鷹司里樹）
- COBRA THE ANIMATION（プーシン）
- ないしょのつぼみ（久木太）
- VitaminX Addiction（衣笠正次郎）
- やなせたかしメルヘン劇場 タコラのピアノ（タコラ・タコラツク・タコリシチ）

2010年
- 恋する暴君（巽巴）
- 殺し屋1 THE ANIMATION EPISODE 0（平野）
- バブルガムクライシス（マッキー）

2011年
- エア・ギア 黒の羽と眠りの森 -Break on the sky- Trick2（キリク）
- ショコラの魔法 〜ムラング・オ・ショコラ 悲しみの旋律〜（カカオ）
- ショコラの魔法 〜タルトレット 静寂の雨〜（カカオ）
- T.P.さくら 時空樹防衛戦（天草四郎時貞）
- バカとテストと召喚獣 〜祭〜（土屋康太）

2012年
- 名探偵コナン えくすかりばあの奇跡（アキラ）

2013年
- 最遊記外伝 特別篇 香花の章（莉白）

2017年
- 鬼灯の冷徹（ポチ） - コミックス第24巻DVD付き限定版

2018年
- イナズマイレブン Reloaded（アロンソ・フィビアーノ）

### Webアニメ
- ニンジャスレイヤー フロムアニメイシヨン（2015年、チュパカブラ）
- おしえてアベマくん（2016年、NIGO）

### ゲーム
1998年
- 新世代ロボット戦記ブレイブサーガ（坂下洋）
- ファンタスティックフォーチュン（アイシュ・セリアン）

1999年
- エーベルージュ2（アルスター・ラーヴェンス）

2000年
- 遙かなる時空の中で（流山詩紋）
- ブレイブサーガ2（坂下洋）

2001年
- 機甲兵団 J-PHOENIX（セイバー・シドニス）
- こみっくパーティー（縦王子鶴彦）
- ブレイブサーガ 新章 アスタリア（坂下洋）

2002年
- 想い出にかわる君 〜Memories Off〜（力丸真紅郎）
- SAMURAI DEEPER KYO（白鴉）
- SILVER CHAOS（パム）
- SIMPLE2000シリーズ THE 女の子のための恋愛アドベンチャー 〜硝子の森〜（室生望）
- 遙かなる時空の中で2（彰紋）
- ファーランドシンフォニー（アディ）

2003年
- Angel's Feather（千倉杏里）
- 鎖と愛と悦楽を（鈴成逸志）
- SILVER CHAOS FAN BOX〜ETERNAL FANTASIA〜（パム）
- 遙かなる時空の中で-盤上遊戯-（流山詩紋）
- 半熟英雄対3D（ワイヤード伯爵）
- Lasting Snow（時田有紀）

2004年
- Artificial Mermaid〜SILVER CHAOS 2〜（マオ）
- 想い出にかわる君 for Windows（力丸真紅郎）
- クラッシュ・バンディクー 爆走!ニトロカート（真のベロ）
- 遙かなる時空の中で3（武蔵坊弁慶）
- マグナカルタ（アゼル）

2005年
- Angel's Feather -黒の残影-（千倉杏里）
- Angel's Feather 琥珀の瞳（千倉杏里）
- ゾイドフルメタルクラッシュ（ベルク少尉）
- 遙かなる時空の中で-八葉抄-（流山詩紋）
- 遙かなる時空の中で3 十六夜記（武蔵坊弁慶）
- マージナルプリンス〜月桂樹の王子達〜（ミハイル・ネフスキー）

2006年
- VALHALLA KNIGHTS-ヴァルハラ ナイツ-（機械人、男）
- ガンパレード・オーケストラ 青の章 〜光の海から手紙を送ります〜（小野真儀）
- 今日からマ王! はじマりの旅（村田健）
- クラスターエッジ 〜君を待つ未来への証〜（ハウライト・ヘリオドール）
- 仔羊捕獲ケーカク! スイートボーイズライフ（桜野有紀）
- 玉響（羽鳥夕貴）
- 遙かなる時空の中で 舞一夜（流山詩紋）
- 遙かなる時空の中で3 運命の迷宮（武蔵坊弁慶）
- ピヨたん〜ハウスキーパーはCuteな探偵〜（二宮透）
- BLEACH 〜放たれし野望〜（山田花太郎）
- プリズム・アーク 〜プリズム・ハート エピソード2〜（ユング・フォン・フェルディナント）
- ブルードラゴン（ジーロ）

2007年
- 今日からマ王! 眞マ国の休日（村田健）
- セイント・ビースト〜螺旋の章〜（朱雀のレイ）
- ドラゴンシャドウスペル（アル）
- ハートの国のアリス 〜Wonderful Wonder World〜（ペーター＝ホワイト）
- クローバーの国のアリス 〜Wonderful Wonder World〜（ペーター＝ホワイト）
- はかれなはーと 誰がために君はある?（瑞穂昴）
- はかれなはーと 君がために輝きを（瑞穂昴）
- VitaminX（衣笠正次郎）
- メイド★はじめました〜ご主人様のお世話いたします〜（琥珀）
- 令嬢探偵 〜オフィスラブ事件慕〜（康二）

2008年
- 妖ノ宮（土岐典三）
- ARIA The ORIGINATION 〜蒼い惑星のエルシエロ〜（ガラス職人の青年）
- 銀のエクリプス（アーシル）
- ダークセクター（ブラックマーケット店員）
- 遙かなる時空の中で4（那岐）
- 遙かなる時空の中で 夢浮橋（流山詩紋、彰紋、武蔵坊弁慶）
- VitaminX Evolution Plus（衣笠正次郎）
- ピヨたん〜お屋敷潜入☆大作戦!〜（二宮透）
- ふしぎ遊戯 朱雀異聞（井宿）
- 放課後は白銀の調べ（葛葉漣）
- 放課後は白銀の調べ〜急急如律令〜（葛葉漣）

2009年
- アイテムゲッター 〜僕らの科学と魔法の関係〜（フィリップ・コナー）
- S.Y.K 〜新説西遊記〜（玉龍）
- ジョーカーの国のアリス 〜Wonderful Wonder World〜（ペーター＝ホワイト）
- ナデプロ!! 〜キサマも声優やってみろ!〜（三宅佐登志、ロミオ）
- 遙かなる時空の中で 夢浮橋 Special（流山詩紋、彰紋、武蔵坊弁慶）
- ひぐらしのなく頃に絆 第三巻・螺（乙部彰）
- WHITE SHADOW（サアラ）

2010年
- アニバーサリーの国のアリス 〜Wonderful Wonder World〜（ペーター＝ホワイト）
- S.Y.K 〜蓮咲伝〜（玉龍）
- S.Y.K 〜新説西遊記〜 Portable（玉龍）
- ザックとオンブラ まぼろしの遊園地（シニストロ）
- スーパー戦隊バトル ダイスオー（データス / データスハイパー）
- 好きです鈴木くん!! 4人の鈴木くん（鈴木輝）
- ダンガンロンパ 希望の学園と絶望の高校生（不二咲千尋）
- 忍たま乱太郎 学年対抗戦パズル!の段（神崎左門）
- メタルファイト ベイブレード 爆神スサノオ襲来!（ヤマト）
- ラブルートゼロ KissKiss☆ラビリンス（キャンディ）

2011年
- AMNESIA（ウキョウ）
- S.Y.K 〜蓮咲伝〜 Portable（玉龍）
- スト☆マニ 〜Strobe☆Mania〜（如月敬吾）

2012年
- アブナイ★恋の捜査室（ジョン・スミス）
- AMNESIA LATER（ウキョウ）
- Glass Heart Princess（星野彼方）
- 恋戦隊 LOVE&PEACE（猿飛黄平 / ハートイエロー）
- Starry☆Sky 〜After winter〜（青空空翔）
- NARUTO -ナルト- 疾風伝 ナルティメットストームジェネレーション（長十郎）
- バカとテストと召喚獣 ポータブル（土屋康太）
- VitaminX Detective B6（衣笠正次郎）
- 嫁コレ（猿飛黄平 / ハートイエロー、鎌谷光希）

2013年
- AMNESIA CROWD（ウキョウ）
- AMNESIA V Edition（ウキョウ）
- Glass Heart Princess:PLATINUM（星野彼方）
- 新・世界樹の迷宮 ミレニアムの少女（長鳴鶏の宿の受付主）
- 新装版 ハートの国のアリス 〜Wonderful Wonder World〜（ペーター＝ホワイト）
- Starry☆Sky 〜After Winter〜 Portable（青空空翔）
- 青春はじめました!（延命一尊）
- ダンガンロンパ1・2 Reload（不二咲千尋）
- デジモンアドベンチャー（ピコデビモン）
- NARUTO -ナルト- 疾風伝 ナルティメットストーム3（長十郎）
- VitaminR（緋野クリス）

2014年
- AMNESIA LATER×CROWD V Edition（ウキョウ）
- AMNESIA World（ウキョウ）
- 機動戦士ガンダム外伝 ミッシングリンク（アルバート・ベル）
- 絶対絶望少女 ダンガンロンパ Another Episode（不二咲太市）
- NARUTO -ナルト- 疾風伝 ナルティメットストームレボリューション（長十郎）
- ハートの国のアリス 〜Wonderful Twin World〜（ペーター＝ホワイト）
- -8（樹茉莉男）

2015年
- アブナイ恋の捜査室 〜Eternal Happiness〜（ジョン・スミス）
- ゼノブレイドクロス（フォグ・クリストフ）
- ドラゴンクエストVIII 空と海と大地と呪われし姫君（チャゴス）
- バイオハザード リベレーションズ2（ロッティ）
- ひぐらしのなく頃に粋（乙部彰）
- 夢王国と眠れる100人の王子様（ティンプラ）
- 宵夜森ノ姫（ユリアン・フリクセル）
- 弱虫ペダル 明日への高回転（杉元照文）

2016年
- SDガンダム GGENERATION GENESIS（アルバート・ベル）
- グランブルーファンタジー（四天王フィリー）
- PsychicEmotion6（キャサリン）
- 刀剣乱舞-ONLINE-（包丁藤四郎）
- 百花百狼 〜戦国忍法帖〜（徳川家康

2017年
- 仁王（小早川秀秋）
- 遙かなる時空の中で3 Ultimate（武蔵坊弁慶）
- 白と黒のアリス（ダム、ディー）
- 大逆転裁判2 -成歩堂龍ノ介の覺悟-
- 嘘月シャングリラ（スノトラ）
- クイズRPG 魔法使いと黒猫のウィズ（2017年 - 2018年、小槌酉、戌居さん）

2018年
- ウイニングハンド（エドラヒル、ベリアル）
- LibraryCross∞ -ライブラリークロスインフィニット-（リラ）
- 遙かなる時空の中で Ultimate（流山詩紋）
- 戦刻ナイトブラッド（佐々木小次郎）
- 干支かれ〜十二支に猫が漏れた理由〜（一色）
- 白と黒のアリス -Twilight line-（ダム&ディー）
- 夢間集（キンレイ）
- 大航海ユートピア（コロンブス）

2019年
- スーパードラゴンボールヒーローズ ワールドミッション（ネコマジンZ）
- ドラゴンクエストライバルズ（チャゴス、邪神ニズゼルファ）
- ドラゴンクエストXI 過ぎ去りし時を求めて S（邪神ニズゼルファ）

2020年
- ブリガンダイン ルーナジア戦記（マリオネット・シン）
- ドラゴンクエストX いばらの巫女と滅びの神 オンライン（ナラジア）

2021年
- スペードの国のアリス 〜Wonderful White World〜（ペーター＝ホワイト）
- 鬼滅の刃 ヒノカミ血風譚（村田）

2022年
- モンスターストライク（村田、ゾンビの悪魔）

2023年
- 共闘ことばRPG コトダマン（ゾンビの悪魔）
- ドラゴンクエストX 天星の英雄たち オンライン（ナラジア）

2024年
- ライブ・ア・ヒーロー！（ヨウタロウ）

2025年
- ゼノブレイドクロス ディフィニティブエディション（フォグ・クリストフ）
- BLEACH Rebirth of Souls（山田花太郎）
- 鬼滅の刃 ヒノカミ血風譚2（村田）

### 吹き替え

#### 映画
- 悪夢の破片
- ヴァージン・スーサイズ（チェイス）
- 俺たちサバイバー（トミー・ビッグス）
- ギフト
- コップランド
- サム&キャット（ダイス）
- スパイキッズ3-D:ゲームオーバー（フランシス）
- スリーパーズ（トミー〈少年時代〉・イアン）
- スモール・ソルジャーズ（アラン〈グレゴリー・スミス〉）TV版
- スリーピー・ホロウ（マスバス）
- トレジャー・バディーズ/小さな5匹の大冒険（バビ）
- ネフュー（ピーター・オボイス）
- ハイテクサンタがやってきた（ダニー）
- 秘密のミラクル・マジシャン（セドリック）
- フライング・ダウン（トラヴィス）
- ホビット 思いがけない冒険（オーリ〈アダム・ブラウン〉）
- ホビット 竜に奪われた王国（オーリ〈アダム・ブラウン〉）
- ホビット 決戦のゆくえ（オーリ〈アダム・ブラウン〉[91]）
- モンタナの風に吹かれたら（トミー・ビッグス）

#### テレビドラマ
- ガール・ミーツ・ワールド（スチュワート・ミンカス）
- クローザー シーズン4 （キース・レイエス）
- TAKEN（ジェイコブ・クラーク〈アントン・イェルチン〉）
- どこかでなにかがミステリー（ダン）
- ボーイ・ミーツ・ワールド（スチュワート・ミンカス、ハーバード）
- メントーズ〜世界の偉人たちからのメッセージ〜
- 私はケイトリン（チャーリー）

#### アニメ
- アクションリーグ・ナウ（メルトマン）
- 阿貴的家族 アークエ・ファミリー全員集合!!（医者、ウェイター、チョウヨウ、看護師、賊、ジェンパオ）
  - 超阿貴的家族〜爆笑一家再襲来!〜（ジェンパオ、医者、医務、アナウンサー）
- ウォーターシップダウンのうさぎたち（マイケル）
- ウォレスとグルミット 仕返しなんてコワくない!（ノーボット）
- カード・バトルZERO（マックス）
- ガーフィールド・ザ・ヒーロー（ナーマル/アブナーマル）
- ガフールの伝説（ディガー）
- きかんしゃトーマス（スキフ）
- ケアベア お願いベアの願いごと!（グランピーベア）
- ザ・バットマン（プランク / ドニー）
- スパイダーマン（ランディ・ロバートソン）
- スポンジ・ボブ（スポンジボブ・スクエアパンツ〈3代目〉、ミスター・スクエアパンツ〈3代目〉、バーキー 他）※シーズン13 #13以降
- ぞうのババール（アレックス）
- ダック・ドジャース（ネズミ）
- ティーン・タイタンズ（ビーストボーイ）
  - ティーン・タイタンズGO!（ビーストボーイ）
- ティム・バートンのコープスブライド
- テレサ アンナ ヘレナ 3つごのだいぼうけん（キム、サッコ、アマデウス、モーツァルト、オオカミ、子供）
- トランスフォーマー アドベンチャー（ミニトロン）
- フィニアスとファーブ（フィニアス・フリン）
  - フィニアスとファーブ/ザ・ムービー（フィニアス・フリン）
  - フィニアスとファーブ/マーベルヒーロー大作戦（フィニアス・フリン）
- ペット・エイリアン（トミー）
- ベン10:エイリアンフォース（クーパー）
- ボブとはたらくブーブーズ（トラビス、男）
- マイロ・マーフィーの法則（フィニアス・フリン）(コラボエピソードのみ出演)
- ミュータント タートルズ
- ヤング・ジャスティス（ビーストボーイ）

### テレビ番組
- いないいないばあっ!（ちゃっぷん）
- きょうの料理 つくろう!にっぽんの味47（つく郎）
- 天才てれびくんYOU（ふてくさーる）
- のりスタ!（しんごう3きょうだい・赤、エンジン君）
- ひとりでできるもん!（ムッシュ麻呂）
- Q 〜こどものための哲学〜（ポッくん）

### 特撮
- スーパー戦隊シリーズ
  - 爆竜戦隊アバレンジャー（2003年、爆竜トリケラトプスの声）
  - 爆竜戦隊アバレンジャー スーパービデオ オール爆竜爆笑バトル（2003年、爆竜トリケラトプスの声）
  - 爆竜戦隊アバレンジャー DELUXE アバレサマーはキンキン中!（2003年、爆竜トリケラトプスの声）
  - 爆竜戦隊アバレンジャーVSハリケンジャー（2004年、爆竜トリケラトプスの声）
  - 特捜戦隊デカレンジャーVSアバレンジャー（2005年、爆竜トリケラトプスの声）
  - 天装戦隊ゴセイジャー（2010年、データスの声）
  - 天装戦隊ゴセイジャー エピックON THEムービー（2010年、データスの声）
  - 天装戦隊ゴセイジャー スペシャルDVD ガッチャ☆ミラクル!総集編!!（2010年、データスの声）
  - 天装戦隊ゴセイジャーVSシンケンジャー エピックon銀幕（2011年、データスの声）
  - 帰ってきた天装戦隊ゴセイジャー last epic（2011年、データスの声）
  - 獣電戦隊キョウリュウジャー（2013年、デーボ・アックムーンの声）
  - 爆竜戦隊アバレンジャー 20th 許されざるアバレ（2024年、爆竜トリケラトプスの声[92]）
  - 爆上戦隊ブンブンジャー（2024年、ATMグルマーの声[93]）
- 仮面ライダーディケイド（2009年、バッシャーの声）

### 実写
- 今日からマ王! イベントDVD ファン感謝祭 〜眞魔国でもバレンタイン!?〜
- 今日からマ王! イベントDVD ファン感謝祭2 〜眞魔国でもジューンブライド!?〜
- Saint Beast 2nd party
- Saint Beast 3rd party
- Saint Beast ケダモノたちの聖なる宴 トーク編
- Saint Beast ケダモノたちの聖なる宴 ライブ編
- Saint Beast ケダモノたちの聖なる宴 コンプリート編
- Saint Beast 4th party 聖なる獣
- Saint Beast 六周年記念感謝祭
- EVENT DVD アニメ 07-GHOST〜あなたに神のご加護を〜
- ネオロマンスフェスタ2
- ネオロマンス・フェスタ2 in 大阪
- ネオロマンス・フェスタ3
- ネオロマンス・フェスタ4
- ネオロマンス・フェスタ4 in 大阪
- ネオロマンス ライヴ2003 Spring
- ネオロマンス・フェスタ5
- ネオロマンスライヴ 2003 Autumn
- ネオロマンス・フェスタ6
- ネオロマンスフェスタ7
- ネオロマンスライヴ 〜遙か祭2005〜
- ネオロマンス・アラモード
- ネオロマンス・ライブ 2005 Wintter
- ネオロマンス・フェスタ 〜遙か祭 2006〜
- ネオロマンス・フェスタ9
- ネオロマンス・フェスタ 〜遙か祭2008〜
- ネオロマンス・フェスタ&ライヴ 遙か祭 DVD-BOX
- ネオロマンス 15thアニバーサリー
- ネオロマンス・フェスタ 遙か十年祭
- ネオロマンス・フェスタ “10 YEARS LOVE”
- ネオロマンス・フェスタ 遙か祭2011〜初春時代絵巻〜
- バラエティDVD 遙かなる時空の中で 八葉爛漫
- 美食感ライブ 丼メン ちゃんぽん
- VitaminX いくぜっ!トキメキ★フルバースト
- VitaminX いくぜっ!トキメキ★フルバーストイベント evolution
- VitaminXtoZ いくぜっ!究極（ハイパー）★エクスプロージョン
- Free!-Eternal Summer- 岩鳶・鮫柄 合同文化祭
- BLEACH SOUL SONIC 2005 "夏"
- BLEACH SOUL SONIC 2006 "夏祭"

### デジタルコミック
- VOMIC あやかし恋絵巻（2009年、チビ神楽）
- BeeTV ユニコ（2012年、ティピ）
- 「フルーツバスケット」音声入りまんがDVD〜旅立ちの日、再び〜（2012年、草摩紅葉） - 『花とゆめ』24号応募者全員サービス
- BeeTV カノジョは嘘を愛しすぎてる（2013年、坂口瞬[94]）
- 声優戦隊ボイストーム7（2013年、ボイスツー / 二階堂仁[95]）

### ラジオドラマ
- 吸血姫美夕（瞬）

### ラジオ
※はインターネット配信。
- TOKYO-FM「ミエラジくん」（イメージキャラクター）
- セイント・ビースト ケダモノたちのHEAVEN'S PARTY（2003年 - 2010年、アニメイトTV※）
- マグナカルタRadio（2004年10月 - 12月、文化放送）
- 好きしょ!!ラジオ（2004年 - 2005年、ランティスウェブラジオ※）
- 東京アニメセンターRADIO（2007年 - 2008年、文化放送）
- BLEACH “B” STATION（2005年7月度、ラジオ大阪）
- 今日からマ王!『眞魔国放送協会（SHK）』（2006年 - 2009年、アニメイトTV※）
- ティアラジオ（2007年 - 休止、ランティスウェブラジオ※）
- 宮田幸季のNight Lovecall（2008年 - 2011年、ラジオ大阪）
- ぽにきゅんラジオ（2009年、ポニーキャニオンWebラジオ※）
- ラジオ おとこぐみ 〜L.A〜（2010年、アニメイトTV※）
- メモオフ放送部
- 宮田幸季です（2014年、2017年、超!A&G+※）

### CM
- 「日産プレーリージョイ 頑張れイチロー編」ナレーション
- 「アゼスト ハイブリッドナビゲーションシステム」ナレーション
- 「Hulu　ポケモン版」ナレーション
- 「ダノンジャパン デンシア 運動会篇」声：秋刀魚役

### ラジオ・トーク・朗読CD
- 愛のポエム付き言葉攻めCD Tiara
- 朗読CD 銀河鉄道の夜（ジョバンニ）
- 月刊男前図鑑 年下編 白盤（中学生）
- 月刊男前図鑑シリーズ特別編 月刊光源氏図鑑 百合編 紅百合盤
- DJCD 07-GHOST the world vol.1・3（ゲスト）
- 戦国武将物語〜知将編〜（第四話「竹中半兵衛物語」）
- 戦国武将物語外伝〜14の知将&豪傑物語〜（竹中半兵衛物語外伝「半兵衛の人心掌握術」）
- 蜜蜂出版シリーズ 旦那カタログ特別号 Vol.1 特別号の特集：O型旦那&AB型旦那（AB型旦那・猪名川涼太）
- 東京アニメセンターRADIO DJCD アダルト予備校〜彼と彼女とアナタとアイツと〜 「宮田幸季のNight Love call」
- ネオロマンス・Paradise Cure! Vol.1（第6回ゲスト）
- ネオロマンス・Paradise 遥かなる時空の中で Vol.1（第3回ゲスト）
- VitaminX × 羊でおやすみシリーズ Vol.2 「川の字でおやすみ/宿直室でおやすみ」（衣笠正次郎）
- Free!-Eternal Summer- サメヅカちゃんねる vol,1-7
- BLEACH “B” STATION Vol.2（山田花太郎）
- ぽにきゅんラジオDJCD「イベントの街、江東区からこんにちは ぽにきゅんラジオ 今、ここで暴露します」
- DJCD「ママチャリと駐在さんのぼくちゅうラジオ!」（ゲスト）
- ラジオ・おとこぐみ〜L.A〜 第1巻

### オーディオブック
- 芸人ディスティネーション 1〜2巻（2019年 - 2020年、榎津高次[104][105]）
- 千歳くんはラムネ瓶のなか[106] 1〜2巻（2020年、山崎健太）
- 人類は衰退しました 2巻（2020年、ヤメタほか[107]）
- されど罪人は竜と踊る 0.5（2021年、ストラトス[108]）

### 玩具
- 爆竜戦隊アバレンジャー ダイノブレス -MEMORIAL EDITION-（2024年2月）

### その他コンテンツ
- チャンネル81（アニメイトモバイルシリーズ 声優アニメイト+hm3 おしゃべり放送局：2007年8月）加藤英美里と共に出演
- スカシカシパンマン（タコノマクラ）※携帯電話限定アニメ
- サンスポ・声優応援メッセージCD「Yell Message」第2章
- ミラクル☆トレイン〜中央線へようこそ〜（立川ルネ）
- DVD『玉ニュータウン』（モーリー）

## ディスコグラフィ

### アルバム
|        | 発売日        | タイトル             | 規格品番  | 規格品番   | オリコン 最高位 |
| 限定版 | 発売日        | タイトル             | 通常盤    |            | オリコン 最高位 |
| ------ | ------------- | -------------------- | --------- | ---------- | --------------- |
| 1st    | 2014年5月28日 | 白鳥ブリコラージュ   | COZX-919  | COCX-38542 | 36位            |
| 2nd    | 2017年5月24日 | 色彩なきパエザッジョ | COZX-1318 | COCX-39920 | 41位            |

### キャラクターソング
| 発売日   | 商品名                                                                           | 歌 | 楽曲                                               | 備考                                                          |
| 2014年   | 2014年                                                                           | 2014年 | 2014年                                             | 2014年                                                        |
| -------- | -------------------------------------------------------------------------------- | --- | -------------------------------------------------- | ------------------------------------------------------------- |
| 10月8日  | Clear Blue Notes                                                                 | 七瀬遙（島﨑信長）、橘真琴（鈴木達央）、葉月渚（代永翼）、竜ヶ崎怜（平川大輔）、松岡凛（宮野真守）、山崎宗介（細谷佳正）、似鳥愛一郎（宮田幸季）、御子柴百太郎（鈴村健一） | 「Clear Blue Departure」                           | テレビアニメ『Free!-Eternal Summer-』エンディングテーマ       |
| 10月15日 | Free!-Eternal Summer- キャラクターソングメドレー 07 似鳥 愛一郎                  | 似鳥愛一郎（宮田幸季） | 「アコガレStarting Block!!」 「He's so perfect!!」 | テレビアニメ『Free!-Eternal Summer-』関連曲                   |
| 2017年   |                                                                                  | |                                                    |                                                               |
| 11月8日  | FREE-STYLE SPIRIT/What Wonderful Days!!                                          | 岩鳶町のゆかいな仲間たち | 「What Wonderful Days!!」                          | 劇場アニメ『特別版 Free!-Take Your Marks-』エンディングテーマ |
| 2018年   |                                                                                  | |                                                    |                                                               |
| 2月21日  | 続『刀剣乱舞-花丸-』歌詠集 其の七                                                | 前田藤四郎（入江玲於奈）、鯰尾藤四郎（斉藤壮馬）、薬研藤四郎（山下誠一郎）、五虎退（粕谷雄太）、秋田藤四郎（山谷祥生）、乱藤四郎（山本和臣）、平野藤四郎（浅利遼太）、骨喰藤四郎（鈴木裕斗）、厚藤四郎（山下大輝）、博多藤四郎（大須賀純）、一期一振（田丸篤志）、後藤藤四郎（村田太志）、信濃藤四郎（小林裕介）、包丁藤四郎（宮田幸季） | 「鈴生り時にて」                                   | テレビアニメ『続 刀剣乱舞-花丸-』エンディングテーマ           |
| 3月28日  | 続『刀剣乱舞-花丸-』歌詠集 其の十一                                              | 大和守安定（市来光弘）、加州清光（増田俊樹）、信濃藤四郎（小林裕介）、包丁藤四郎（宮田幸季）、物吉貞宗（小野賢章）、亀甲貞宗（山中真尋）、千子村正（諏訪部順一）、大包平（小野友樹） | 「花丸印の日のもとで ver.11」                      | テレビアニメ『続 刀剣乱舞-花丸-』オープニングテーマ           |
| 12月26日 | Free!-Dive to the Future- キャラクターソングミニアルバム Vol.2 Close Up Memories | 似鳥愛一郎（宮田幸季）、御子柴百太郎（鈴村健一）、魚住拓也（相楽信頼）、美波一輝（菅原雅芳） | 「YES!! 鮫柄水泳部」                               | テレビアニメ『Free!-Dive to the Future-』関連曲               |
| 2021年   |                                                                                  | |                                                    |                                                               |
| 1月8日   | 劇場版 SHIROBAKO BD特典CD                                                        | 宮森あおい（木村珠莉）、ミムジー&ロロ（木村珠莉）、チャッキー（宮田幸季）、ありあ（金元寿子）、ルーシー（千菅春香）、タチアナ（山岡ゆり）、クリス（米澤円）、エリーゼ（木村珠莉）、ノア（沼倉愛美）、キャサリン（伊藤静）、あかね（中原麻衣）、あや（伊藤静）、あるぴん（茅野愛衣）                                                      | 「アニメーションをつくりましょう」                 | 劇場アニメ『劇場版 SHIROBAKO』挿入歌                          |

### 未分類
- イケメン☆アルバムvol.1 Club ALL編 
  - 「AGAIN」（奈津）
- S.Y.K 〜新説西遊記〜
  - 「彩りの刻」（玉龍）
- 乙女耳感〜男子声優ボーカルアルバム〜
- おねがい♪マイメロディ きららっ★
  - 「宇宙のフラメンコ」（クロミ・ナタリー・ソララ王子）
- 今日からマ王! シリーズ
  - 「悠久の月」（村田健）
  - 「同じ風に吹かれて」（村田健）
  - 「賢者の休日」（村田健）
  - 「約束」（眞魔国王立合唱団）
- 超GALS!寿蘭
  - 「チューボー刑事の歌」（祝匡人・寿沙夜）
- Glass Heart Princess
  - 「Steel Your Heart」（Glass Heart Prince〈星野彼方〉）
  - 「恋色ミラクル」（Glass Heart Prince〈星野彼方〉）
- 好きなものは好きだからしょうがない!!
  - 「Dancin'Beat」（羽柴青）
- スト☆マニ 〜Strobe☆Mania〜
  - 「Everlasting」（如月敬吾）
- セイント・ビースト シリーズ
  - 「氷の聖痕」（朱雀のレイ）
  - 「Four Seasons」（朱雀のレイ）
  - 「金色の花が咲く丘で」（朱雀のレイ）
  - 「愛という名の嵐」（四聖獣）
  - 「闘え♥セイント・ビースト」（四聖獣、放浪天使）
  - 「KIZUNA & SADAME」（四聖獣）
  - 「幾千の昼と夜」（鳳凰のルカ、朱雀のレイ、白虎のガイ）
  - 「翼あるもの」（鳳凰のルカ、朱雀のレイ）
- 封神演義 シリーズ
  - 仙界伝封神演義 封神計画〜歌宴〜「A PROOF OF BIRTH 〜誕生の証し〜」（ナタク）
  - 仙界伝封神演義 封神計画〜歌宴〜II「いつかどこかで」（ナタク）「陽のあたる場所」（太公望、楊戩、雷震子、天化と一緒に）
- tactics
  - 「この世界の片隅で」（一ノ宮勘太郎）
- とっとこハム太郎 シリーズ
  - 「なかよしくるるん」（トラハムくん・トラハムちゃん）
  - 「どんどんぐりぐり、どんぐりドン!」（ハムちゃんず どんぐり隊）
- Ninja者 シリーズ
  - 「Try to try 〜こっちからいくぜ〜」（Ninja BOYS）
  - 「Nobody Knows」（サクラ・ポチ）
- ハートの国のアリス 〜Wonderful Wonder World〜 「Song of Love 〜Alt.Lyrics〜」（白ウサギ＜ペーター＝ホワイト＞）
- ハーメルンのバイオリン弾き
  - 「マリオネット」（リュート）
- バカとテストと召喚獣
  - 「ムッツリーニと機関銃」（土屋康太）
- 爆竜戦隊アバレンジャー
  - 「爆竜マンボDEテラ!ケラ!プラ!」（爆竜スターズ）
- 遙かなる時空の中でシリーズ
  - 「白夜のひまわり」（流山詩紋）
  - 「夢の降る丘で」（流山詩紋）
  - 「青空の約束」（イノリ・流山詩紋）
  - 「Six・Wings」（森村天真・流山詩紋）
  - 「遙か、君のもとへ…」（森村天真・イノリ・流山詩紋）
  - 「ミルフィーユ・ドリーム」（流山詩紋）
  - 「しあわせの天気予報」（流山詩紋）
  - 「初恋よ夏嵐になれ」（イノリ・流山詩紋）
  - 「夜籠りの夢」（彰紋）
  - 「天翔ける翼で」（イサト・彰紋・源泉水）
  - 「風花昇華」（イサト・彰紋・源泉水）
  - 「奇跡のプレゼント」（うしろ向きじれっ隊）
  - 「閃光と疾走の絆」（うしろ向きじれっ隊）
  - 「花園への招待状」（彰紋）
  - 「風花昇華 〜凛〜」（うしろ向きじれっ隊）
  - 「優美な影法師 風雅な絹雲」（彰紋・藤原幸鷹）
  - 「宵闇と秋風の薫物合を」（彰紋）
  - 「不思議野の迷い子」（彰紋・源泉水）
  - 「冬空からの贈り物」（イサト・彰紋）
  - 「露華衣の秘めたる誓い」（彰紋）
  - 「満月の雫は媚薬」（武蔵坊弁慶）
  - 「紫陽花の残夢で逢いましょう」（武蔵坊弁慶）
  - 「玲瓏なる覚悟よ」（武蔵坊弁慶）
  - 「運命の月は紅」（ヒノエ・武蔵坊弁慶・平敦盛）
  - 「白昼夢と短夜の結末は」（武蔵坊弁慶）
  - 「孤独な街はモノクローム」（那岐）
  - 「未来を結ぶ虹のリボン」（流山詩紋）
  - 「ブルーグレーの夜明けに君を」（那岐）
  - 「潮騒は生涯の相聞歌に…」（武蔵坊弁慶）
  - 「常盤の月」（武蔵坊弁慶）
  - 「初雪ものがたり」（流山詩紋）
- VitaminX
  - 「青のサマルカンド-Samarkand,Bleu-」（衣笠正次郎）
  - 「秘事フォーラム」（衣笠正次郎）
- 百歌声爛 -男性声優編-
  - 「新オバケのQ太郎〜ドロロンえん魔くん〜今日もどこかでデビルマン〜はじめてのチュウ〜SECRET WORLD〜爆竜戦隊アバレンジャー〜にんげんっていいな〜大ちゃん数え唄〜銀河鉄道999〜きてよパーマン」
- Photograph Journey 〜in Hiroshima〜（世良花蓮）
- BLEACH シリーズ
  - 「花太郎です」（山田花太郎）
  - 「心配ナイ おネェさん」（山田花太郎・コン）
- 放課後は白銀の調べ 「Rose」（葛葉漣）
- マージナルプリンス〜月桂樹の王子達〜シリーズ
  - 「砂の時計」（ミハイル・リューリコヴィッチ・ネフスキー）
  - 「聖なる森で僕は…」（ミハイル・リューリコヴィッチ・ネフスキー）
- 夢のクレヨン王国
  - 「旅の友」（野菜の精たち）
- ラブルートゼロ シリーズ
  - 「恋する午後3時」（ショコラ・キャンディ）
  - 「コイスルゴゴサンジanswered」（キャンディ）